# 吳柏蒼
吳柏蒼（英語：Pochang Wu、1978年9月6日—）是臺灣樂團回聲樂團的主唱，同時是線上音樂及售票平台iNDIEVOX創辦人暨前任執行長，現在擔任投資公司KKFARM的合夥人。

## 生平

### 經歷
- 回聲樂團主唱兼吉他手
- iNDIEVOX（一定發）創辦人兼執行長
- StreetVoice（街聲）資訊長
- 中子文化公司副總經理
- KKFARM（科科農場股份有限公司）合夥人

## 音樂作品

### 回聲樂團時期

#### 正規專輯
- 2002 《感官駕馭》
- 2007 《巴士底之日》
- 2010 《處女空氣》
- 2014 《獻給生命中的純粹》

#### EP
- 2004 《少年的最後旅行》
- 2012 《今夜的秘密集會Acoustic Live》

#### 單曲
- 2006 《無奈|被溺愛的渴望》
- 2007 《煙硝》
- 2008 《自由之處》
- 2008 《解放》
- 2012 《今夜的秘密集會》

#### 實況專輯
- 2011 《DAY1》

#### Demo
- 2011 《I'm A Star》

#### 參與合輯
- 《光榮時刻-赤聲搖滾2000》
收錄曲目：感官駕馭、晚宴
- 《少年ㄞ國》 (角頭音樂)
收錄曲目：繞
- 《崩代紀事 貳》 (水晶唱片)
收錄曲目：OK?
- 《16½》 (水晶唱片)
收錄曲目：感官駕馭、木雕輪盤
- 《迴聲合輯II》 (清華大學迴聲社)
收錄曲目：夏日陣雨
- 《第五元素 The Fifth Element》 (89268)
收錄曲目：Please Stay
- 《六號出口電影原聲帶》
收錄曲目：巴士底之日、Please Stay
- 《卡夫卡不插電 vol.1》
收錄曲目：傾慕、OK?

### 吳柏蒼時期

#### 正規專輯
- 2020 《42》

## 書籍
- 2008《晚安‧巴士底》

## 外部連結
官方博客 